# Clodoald
Saint Cloud
Clodoald (en latin : C(h)lodoaldus, Cloudus ; en francique : *Hlod(o)wald), plus connu sous le nom de saint Cloud (en français : [klu]), né vers 522 et mort le 7 septembre 560, est un prince mérovingien du VIe siècle, petit-fils de Clovis Ier et fils de Clodomir. Il renonce à la royauté après l'assassinat de ses deux frères et devient ermite. À sa mort, il est canonisé par l'Église comme saint et devient alors le premier prince franc honoré d'un culte public dans la Chrétienté.

## Contexte
En 511, à la mort de Clovis, ses fils Thierry, Clodomir, Childebert et Clotaire se partagent le royaume. En 524, sous l'impulsion de Clotilde, ses fils participent à une expédition contre les Burgondes du roi Sigismond. Sigismond et sa famille sont faits prisonniers tandis que Clodomir retourne à Orléans.
Cependant, le frère de Sigismond, Godomar III, soutenu par son allié et parent, le roi ostrogoth Théodoric le Grand, massacre la garnison que les Francs ont laissée en Burgondie. En représailles, Clodomir fait assassiner Sigismond. Il entreprend avec ses frères une seconde expédition contre les Burgondes et est tué à la bataille de Vézeronce le 25 juin 524.

## Biographie

### Enfance
Clodoald naît vers 522. Il est l'un des trois fils de Clodomir, roi des Francs à Orléans, et de Gondioque. Après la mort de Clodomir, lui et ses frères aînés Thibaut et Gonthier sont recueillis par leur grand-mère, Clotilde, qui les éleva dans la foi chrétienne en attendant qu'ils atteignent l'âge de se partager les territoires de leur père, gouvernés pendant ce temps par des lieutenants.
La loi salique, mise en place sous Clovis, impose le partage du royaume entre les fils de Clodomir. Cependant, les oncles des garçons, Childebert Ier, roi à Paris, et son frère Clotaire Ier, roi à Soissons, convoitent le royaume de leur frère. Clotaire épouse Gondioque, veuve de Clodomir, mais ne parvient pas à se faire octroyer le territoire de son défunt frère. Clotaire et son frère Childebert décident alors de fomenter l'assassinat de leurs neveux.

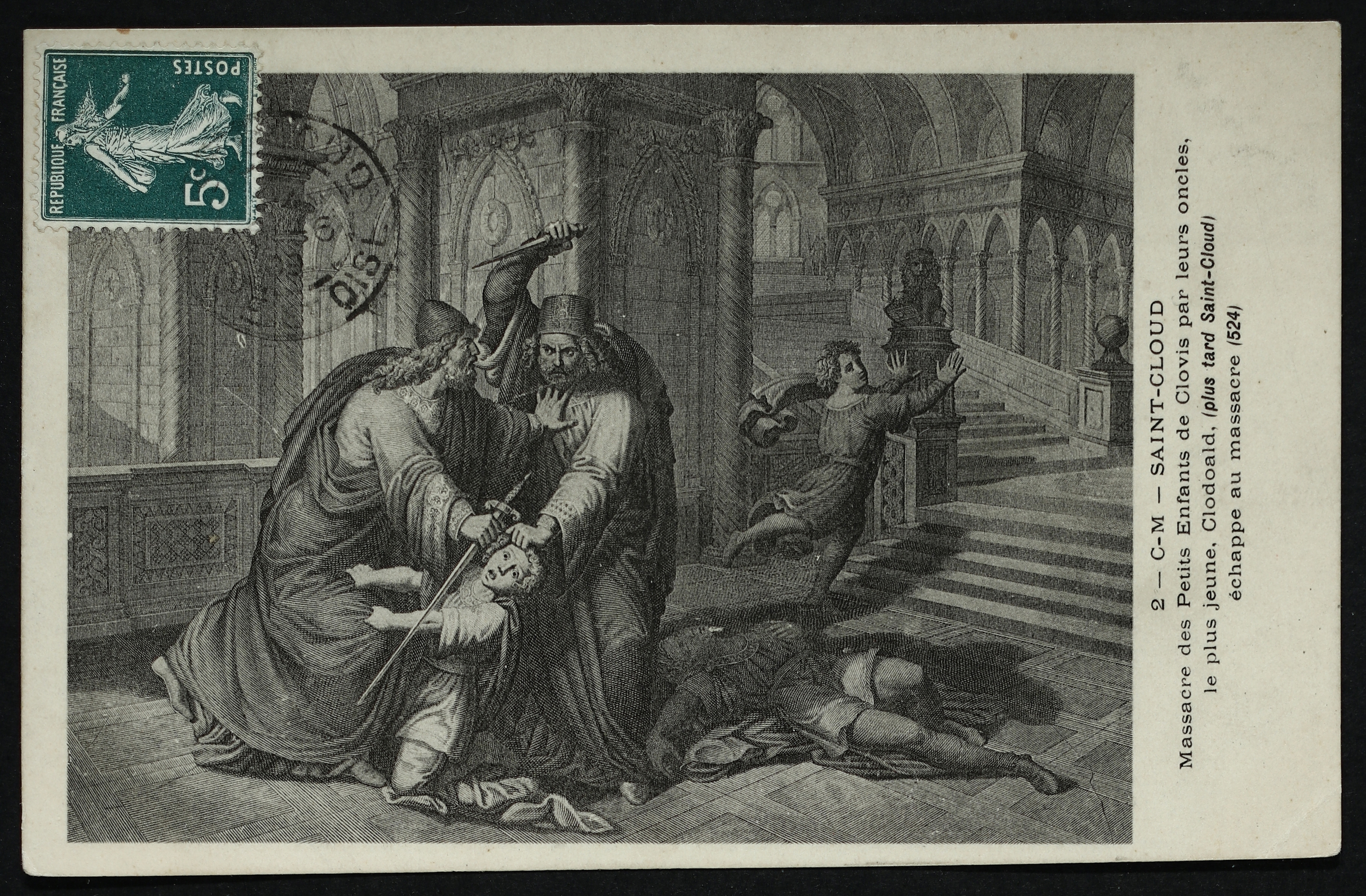
Massacre des petits enfants de Clovis par leurs oncles. Le plus jeune, Clodoald, échappe au massacre. Carte postale de 1900, Saint-Cloud.

Selon un récit, en 525, Childebert et Clotaire demandèrent à leur mère Clotilde de leur envoyer les enfants afin qu'ils soient proclamés successeurs de leur père. Elle habille les frères de leurs plus beaux vêtements et les envoie en toute confiance, ignorant les projets de ses fils. Les deux oncles font alors tuer les enfants de Clodomir. Certains prétendent qu'ils auraient tué de leurs propres mains les deux aînés, Thibaut et Gonthier, âgés de dix et sept ans, au grand désespoir de sainte Clotilde, qui voyait ses petits-enfants tués par ses propres fils.
Une autre version de ce drame raconte que Childebert et Clotaire auraient envisagé de couper les cheveux des enfants, car les cheveux longs étaient un signe de noblesse dans la culture franque. Mais comme les cheveux allaient inévitablement repousser, ils demandèrent à Clotilde ce qu'ils devaient faire. Elle leur répondit qu'elle préférait les voir morts que tondus. Ils tuèrent d'abord Gonthier, avant que Thibaut ne se jette à leurs pieds pour les supplier de le laisser en vie. Comme Childebert hésitait, Clotaire lui rappela que l'idée venait de lui et ils exécutèrent l'aîné à son tour.
Seul le plus jeune, Clodoald, fut sauvé par le dévouement de quelques fidèles. Il trouva refuge auprès de Remigius, évêque de Reims, et on le cacha dans un monastère. Il put ainsi échapper aux recherches de ses oncles.

### Renonciation à la royauté et initiation religieuse

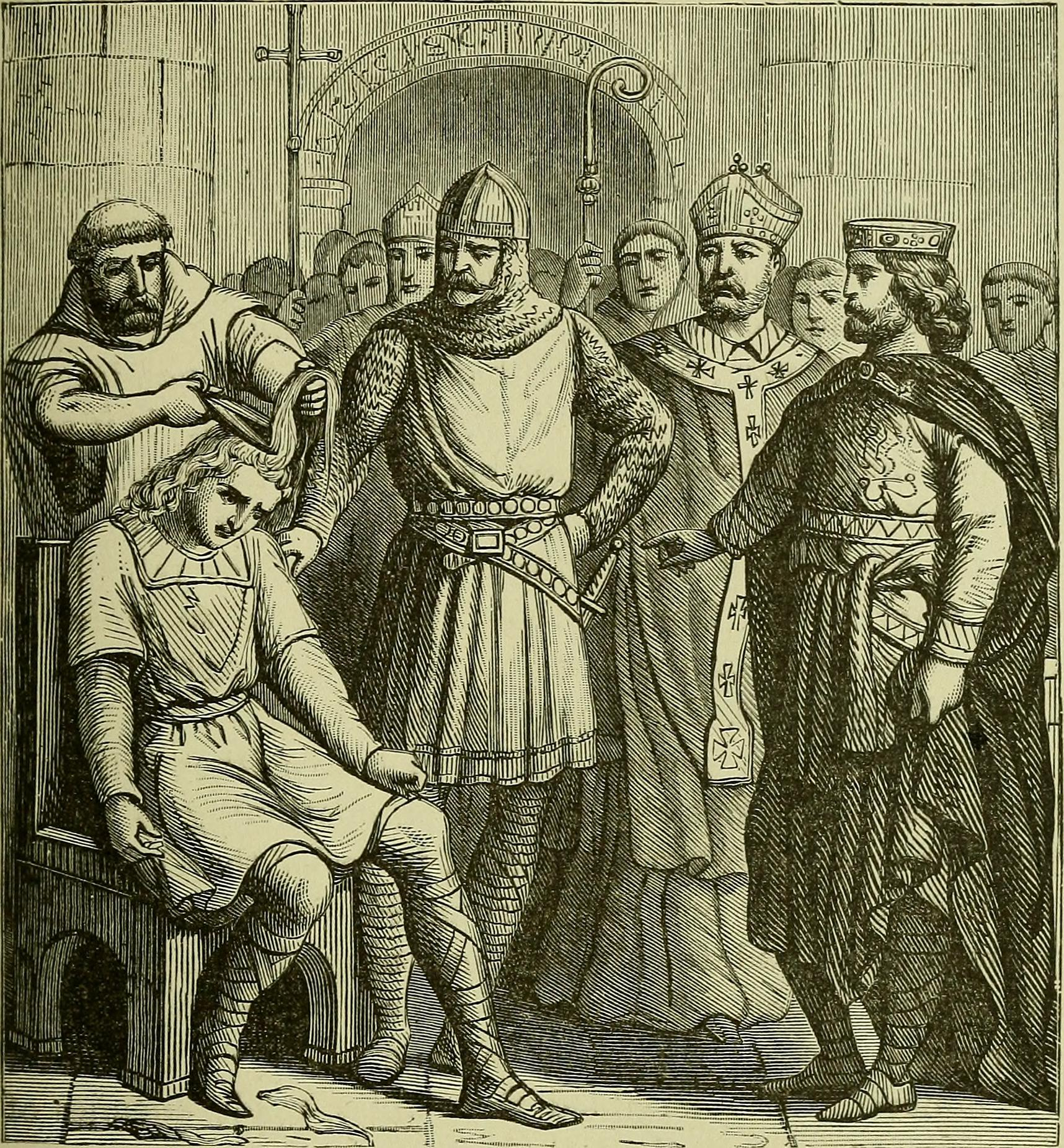
Le fils de Clodomir se soumet à la tonsure. The story history of France from the reign of Clovis, 481 A.D., to the signing of the armistice, November, 1918 (1919).

Quelques années plus tard, considérant sa survie comme une providence, Clodoald se coupa lui-même les cheveux au cours d'une cérémonie par laquelle il déclara renoncer à toute prétention au trône. Clodoald préféra une vie humble et tranquille dans la solitude, à une vie brillante mais périlleuse dans un palais royal, et se consacra entièrement au service de Dieu.

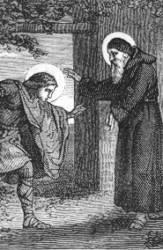
Saint Cloud rencontrant saint Séverin.

Après avoir distribué aux églises et aux pauvres les biens que ses oncles n'avaient pu lui ravir, il se retira auprès d'un saint religieux, nommé Séverin, qui mène une vie solitaire et contemplative dans un ermitage aux portes de Paris (à l'emplacement de l'actuelle église Saint-Séverin dans le 5e arrondissement). Le jeune prince devint son disciple et reçut de ses mains l'habit religieux. Il demeura quelque temps en sa compagnie, pour se former à toutes les vertus monastiques.
À l'âge de vingt ans, Clodoald quitte son ermitage et se présente devant l'évêque de Paris, entouré de chefs religieux et civiques et de membres de la famille royale. L'évêque coupe les longs cheveux de Cloud, symbole de sa royauté. Childebert et Clotaire n'ignoraient pas son identité, mais, comme ils le virent sans prétention, ils le laissèrent en liberté et lui donnèrent même quelques héritages pour vivre plus commodément sur le lieu de sa retraite.

### Départ en Provence
Après la mort de Séverin, vers 540, il quitta les environs de Paris et se retira discrètement en Provence. Les habitants des environs vinrent le trouver car ils avaient appris que Cloud avait le don de guérir. Alors qu'il était en train de construire une petite cellule de ses propres mains, un pauvre se présenta à lui et lui demanda l'aumône. Clodoald était lui-même si pauvre qu'il n'avait ni or, ni argent, ni provisions qu'il pût lui donner. Toutefois il se dépouilla généreusement de sa propre cuculle et lui en fit présent. Selon la légende, cet acte de charité fut si agréable à Dieu, que, la nuit suivante, l'habit s'illumina spontanément entre les mains du pauvre qui l'avait reçu. Les habitants des environs furent témoins de ce miracle, et reconnurent en Clodoald un excellent serviteur de Dieu. Ils vinrent donc le trouver pour honorer sa sainteté et pour recevoir ses instructions. Clodoald resta onze ans en Provence, puis retourna à son premier ermitage en périphérie de Paris, où les gens accueillirent son retour avec joie.

### Retour à Paris
À peine fut-il revenu qu'Eusèbe, évêque de Paris, l'ordonna prêtre vers l'an 551, malgré les protestations de son humilité. Certaines sources rapportent que Clodoald aurait été ordonné prêtre « à la demande du peuple ». Clodoald fut le premier des princes de France à consacrer sa vie à la religion. Il accomplit pendant quelque temps les fonctions de son ministère et servit l'Église pendant un certain temps. Son humilité et sa charité sont louées. Clodoald ne put supporter longtemps ces honneurs et, pour les éviter, se retira sur une colline, le long de la Seine, à deux lieues au-dessous de Paris. Ayant trouvé refuge en ces lieux retirés, que l'on appelait Novigentum (l'actuelle commune de Saint-Cloud), il y mena une vie de solitude et de prière et construisit une église qu'il dédia en l'honneur de Martin de Tours.

### Fondation d'un monastère

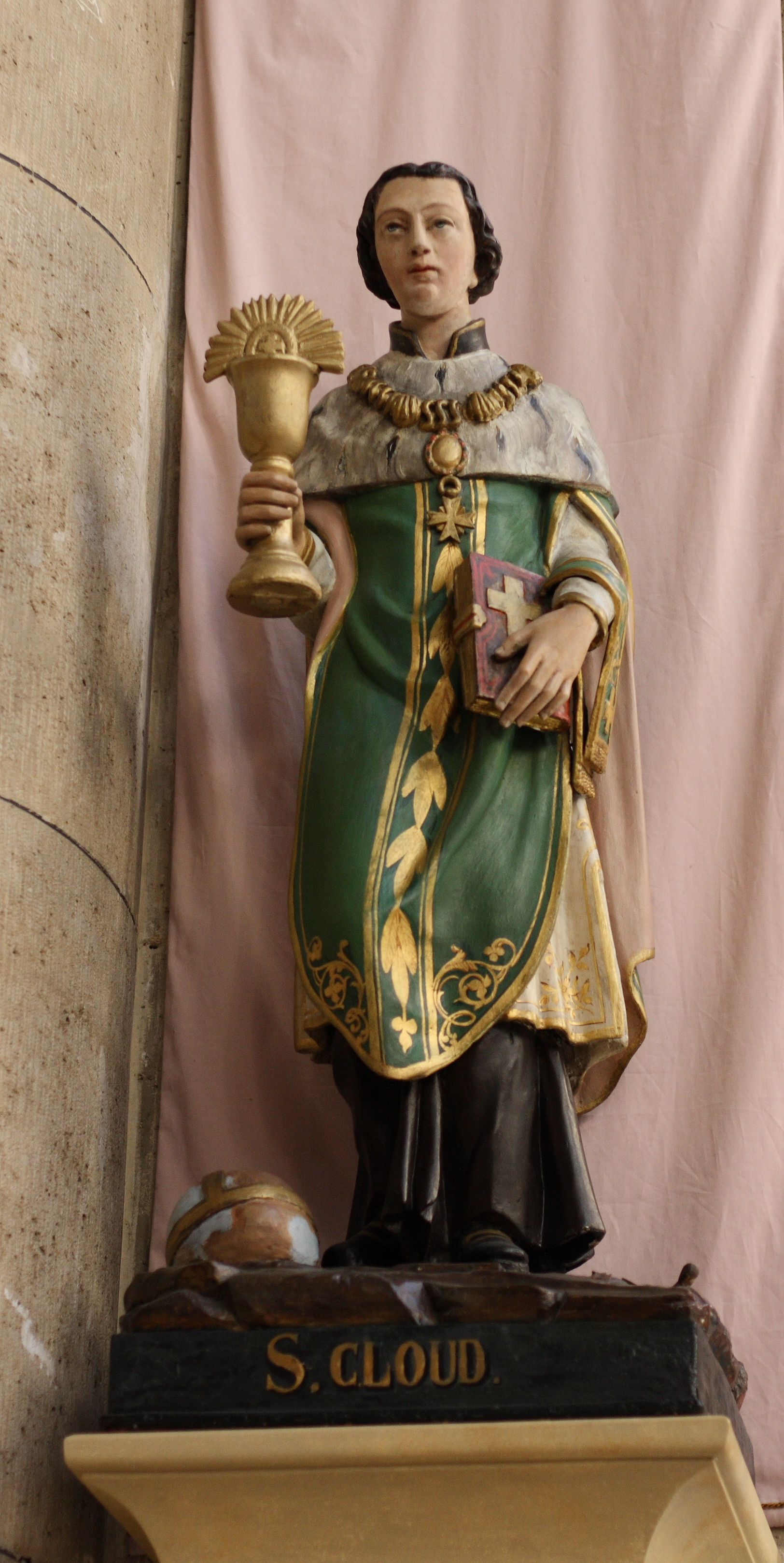
Statue de saint Cloud, église Saint-Clodoald de Saint-Cloud.

Dès que le lieu de sa retraite fut connu, des disciples vinrent se placer sous sa direction. On construisit d'abord quelques cellules, puis bientôt un monastère s'imposa. D'après la tradition, Clodoald fit construire un monastère avec une chapelle et le dota des biens que les rois, ses oncles, lui avaient donnés. Il plaça son église et tous ses revenus sous la dépendance de la cathédrale de Paris. Clodoald vécut sept ans dans son monastère, parmi ses frères, leur donnant l'exemple de toutes les vertus. Il y mourut le 7 septembre 560, à l'âge de trente-huit ans,.
Sa mort, qu'il aurait prédite avant qu'elle arrivât, fut, selon la légende, suivie de plusieurs miracles, qui se seraient produits près de son tombeau. Clodoald fut alors canonisé et le hameau se transforma rapidement en un lieu de pèlerinage où se pressaient des foules immenses. Novigentum change alors de nom pour devenir « Sanctus Clodoaldus » (Saint-Cloud), rebaptisé en son honneur. L'abbaye est aujourd'hui une collégiale de chanoines réguliers appelée église Saint-Clodoald où sont conservées ses reliques.

## Vénération

### Église Saint-Clodoald de Saint-Cloud

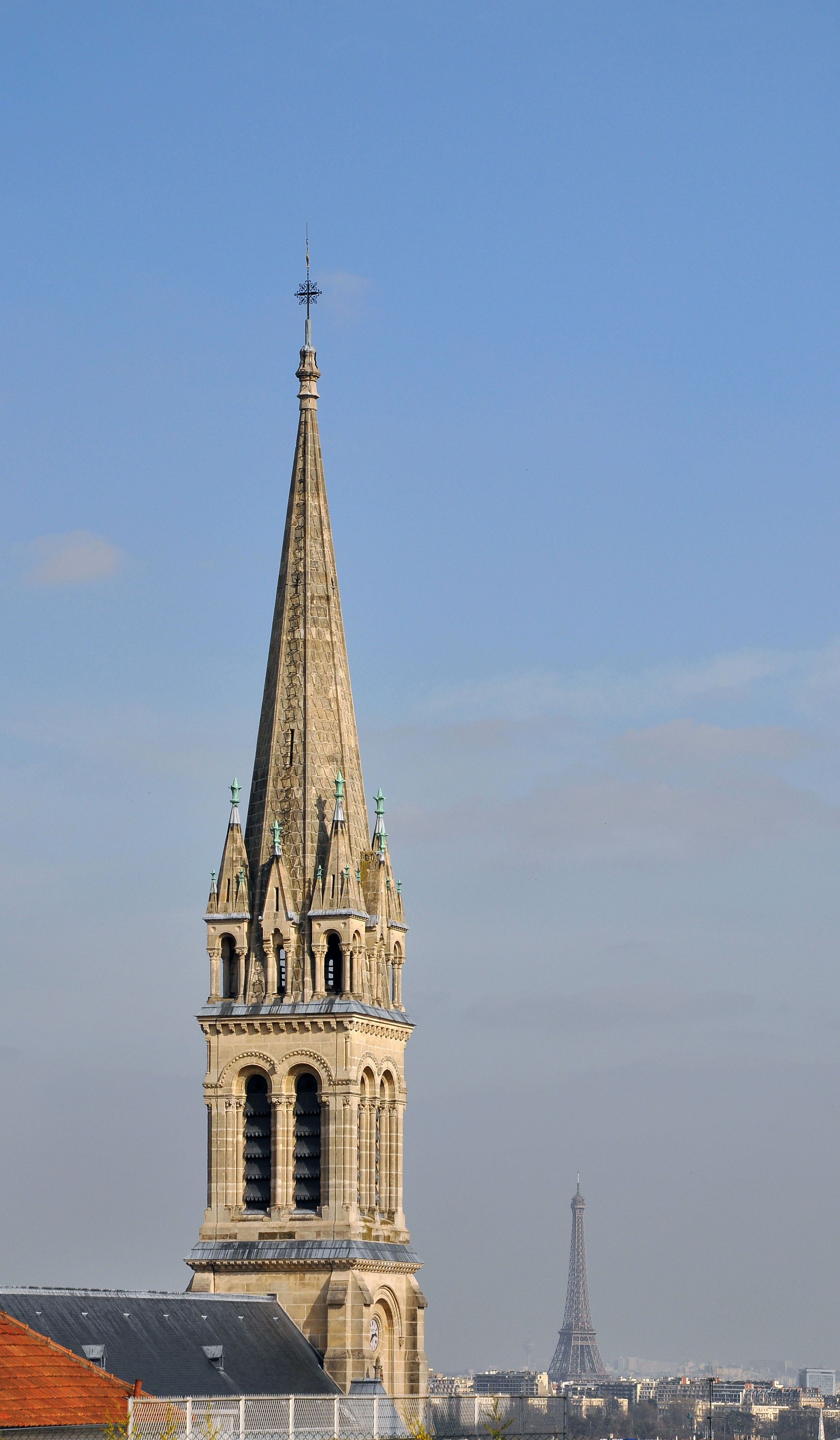
Vue du clocher de l'église Saint-Clodoald de Saint-Cloud.

Cette chapelle, agrandie ou reconstruite, notamment par le roi Dagobert Ier, devint collégiale au VIIIe siècle. En 1376, on transféra les reliques du saint de la crypte dans le chœur de l'église haute reconstruite une nouvelle fois. À cette occasion, Aimery de Magnac, alors évêque de Paris, fit don à sa famille d'un bras entier du saint. Conservé au domaine familial du Châtelard (près de Saint-Junien en Haute-Vienne), le bras fut porté le 5 juillet 1405 par dame Perennelle de Maignac, nièce de l'évêque de Paris et veuve de Clément de Reilhac, seigneur de Brigueil, pieds nus, du Châtelard jusqu'à l'église de Saint-Junien, qui eut l'obligation d'organiser chaque année, « à perpétuité », une procession en l'honneur de cette relique. Plus tard cependant, cette relique de saint Cloud ne semble pas concernée par les "ostentions" de Saint-Junien, et au moment de la Révolution, elle était de retour en l'église St Clodoald.
La collégiale de Saint-Cloud connaît son heure de gloire en 1589, lorsque les funérailles du roi Henri III, assassiné par le moine Jacques Clément, y sont célébrées. À partir de 1635, la collégiale sert d'église paroissiale. Vers 1750, l'église fortement délabrée est rasée en 1778. N'en subsistent alors que les soubassements du chœur et du transept, l'abside de la crypte et la dernière travée à chevet plat du bas-côté nord. On peut encore voir ces vestiges, de nos jours, rue de la Faïencerie, à Saint-Cloud. La première pierre d'une nouvelle église - l'actuelle église Saint-Clodoald de Saint-Cloud - est posée le 22 mai de la même année par la reine Marie-Antoinette. Mais à peine les murs commencent-ils à s'élever que la Révolution éclate. Il faut interrompre les travaux qui ne reprendront qu'en 1819. Le 25 août 1820, l'église est enfin consacrée. Les reliques du saint ont été détruites par les révolutionnaires, à l'exception du fameux bras, conservé dans un reliquaire d'argent, qui fut sauvé par une institutrice, Mme Pottée. Le 12 juin 1848, cette vénérable relique est solennellement restituée à l'église paroissiale.
Devenue vite trop petite, ladite église est une nouvelle fois reconstruite sous Napoléon III. En août 1861, le prince impérial, âgé de 5 ans, pose la première pierre de la nouvelle église qui est consacrée en 1878, et construite dans un style néo-gothique. Une vertèbre dorsale, sauvée par un porte-châsse, est restituée à l'église en 1863. En 1929, le peintre et maître-verrier Maurice Tastemain réalise deux vitraux sur la vie du saint dans cette église.

## Postérité

### Hommages
En plus de l'église Saint-Clodoald à Saint-Cloud, on retrouve d'autres lieux qui lui sont consacrés en France, parmi lesquels l'ancienne commune du Calvados Saint-Cloud-en-Auge réunie en 1832 avec Saint-Étienne-la-Thillaye, les communes en Dordogne de Badefols-d'Ans, Biras, Pissot, Léguillac-de-l'Auche, Grand-Castang ainsi que Montpeyroux, issue d'une fusion avec la commune de Saint-Cloud en 1794, Saint-Cloud-en-Dunois en Eure-et-Loir, Rhodon dans le Loir-et-Cher, Flins, Osmoy et Courgent dans les Yvelines.
L'église du XIIe siècle de Sainte-Colombe-de-Duras en Lot-et-Garonne, est sous le vocable de Saint-Cloud. Les lieux-dits Saint-Cloud à Biron, au château Saint-Cloud ancien lieu-dit de Douzillac et Saint-Cloud à Blessac peuvent aussi être mentionnés.
Aux États-Unis, les villes de Saint Cloud dans le Minnesota et de St. Cloud en Floride portent le nom du prince canonisé.

### Clodoald dans les arts

#### Clodoald par Grégoire de Tours
Dans son Histoire des Francs, Grégoire de Tours raconte les luttes pour le pouvoir entre les enfants de Clovis, et après avoir évoqué l'assassinat de ses deux frères, consacre quelques lignes à Clodoald :
« Ils ne purent prendre le troisième, Clodoald, qui fut sauvé par le secours de braves guerriers ; dédaignant un royaume terrestre, il se consacra à Dieu, et, s’étant coupé les cheveux de sa propre main, il fut fait clerc. Il persista dans les bonnes œuvres, et mourut prêtre. »

#### Au Palais de l'Élysée
Un tableau de Sébastien-Melchior Cornu (1804-1870) représentant saint Clodoald décore la chapelle du palais de l'Élysée.